# هضبة منغوليا
تُعد هضبة منغوليا، (بالإنجليزية: Mongolian Plateau)‏، جزءًا من هضبة شرق آسيا، التي تُعتبر أكبر حجمًا، وتبلغ مساحتها 2,600,000 كيلو متر مربع تقريبًا. وتحتلها كل من منغوليا من ناحية الشمال، ومنغوليا الداخلية، (وهي منطقة ذاتية الحكم، في الصين) من ناحية الجنوب. وتشمل الهضبة صحراء جوبي، بالإضافة إلى مناطق سهلية جافة. ويبلغ ارتفاعها من حوالي 900 إلى 1500 متر.